# Serra da Capivara (Território do Piauí)
A região Serra da Capivara é uma dos doze Territórios de Desenvolvimento do Piauí, regiões criadas pela Lei Complementar Nº 87/2007 e ratificadas pela Lei 6.967/2017 , em que se dividem o estado para fins de planejamento político/administrativo e implementação de projetos intermunicipais entre localidades dentro do mesmo polo, além de fornecer dois assentos para os Conselhos do Governo do Piauí..

## Municípios
Municipalidades listadas em ordem alfabética:
- Anísio de Abreu
- Bonfim do Piauí
- Campo Alegre do Fidalgo
- Capitão Gervásio Oliveira
- Caracol
- Coronel José Dias
- Dirceu Arcoverde
- Dom Inocêncio
- Fartura do Piauí
- Guaribas
- João Costa
- Jurema
- Lagoa do Barro do Piauí
- São Braz do Piauí
- São João do Piauí
- São Lourenço do Piauí
- São Raimundo Nonato
- Várzea Branca

Os municípios deste território se localizam em várias regiões geográficas intermediárias, utilizada para fins estatísticos do IBGE, incluindo todos os integrantes da Região Geográfica Imediata de São Raimundo Nonato e parte da Região Geográfica Imediata de São João do Piauí e no passado faziam parte da Microrregião de São Raimundo Nonato .